# Andy Yttri
Andy Yttri (* 13. Dezember 1958 in San Francisco; † 26. Mai 1993 in New York City) war amerikanischer Konzeptkünstler.

## Leben
Andy Yttri studierte von 1980 bis 1986 an der School of Visual Arts (SVA) in New York. Zwischen 1989 und 1992 war er Stipendiat des DAAD in Berlin. Yttri ist vor allem durch seine Interventionen im öffentlichen Raum bekannt. Er starb 1993 bei einem Verkehrsunfall in New York.

## Werke
- 1991 cut - new - cut, Installation, Frankfurter Allee, Berlin.[1]
- 1984 Yttri York, Ausstellung, two-Z-fraction, New York.